# Specie di Migidae
Di seguito sono descritte tutte le 91 specie della famiglia di ragni Migidae note al giugno 2013.

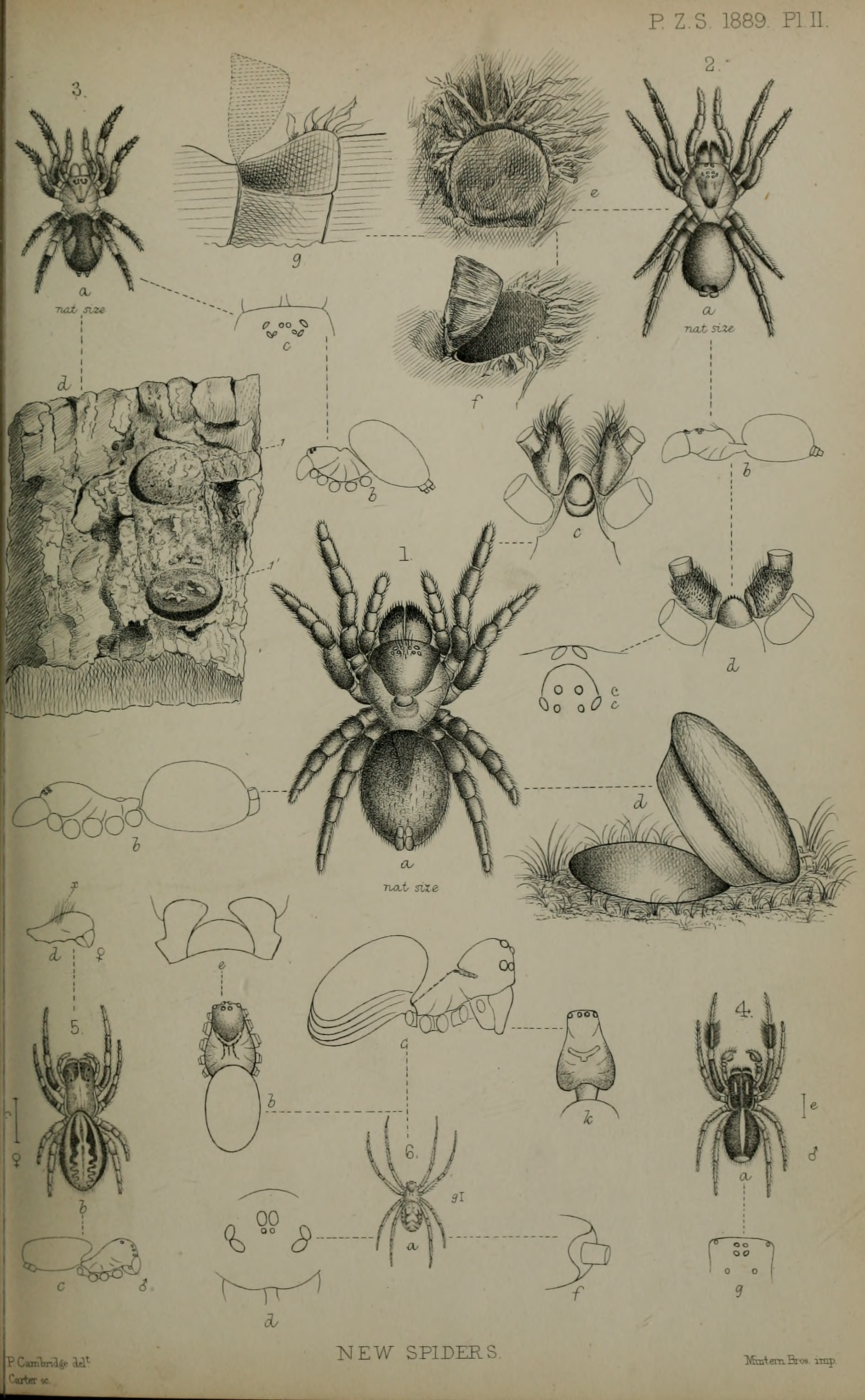
al numero 3 disegno di Poecilomigas abrahami, femmina adulta, (Moggridgea abrahami)

## Calathotarsus
Calathotarsus Simon, 1903
- Calathotarsus coronatus Simon, 1903 - Cile
- Calathotarsus pihuychen Goloboff, 1991 - Cile
- Calathotarsus simoni Schiapelli & Gerschman, 1975 - Argentina

## Goloboffia
Goloboffia Griswold & Ledford, 2001
- Goloboffia vellardi (Zapfe, 1961) - Cile

## Heteromigas
Heteromigas Hogg, 1902
- Heteromigas dovei Hogg, 1902 - Tasmania
- Heteromigas terraereginae Raven, 1984 - Queensland

## Mallecomigas
Mallecomigas Goloboff & Platnick, 1987
- Mallecomigas schlingeri Goloboff & Platnick, 1987 - Cile

## Micromesomma
Micromesomma Pocock, 1895
- Micromesomma cowani Pocock, 1895 - Madagascar

## Migas
Migas L. Koch, 1873
- Migas affinis Berland, 1924 - Nuova Caledonia
- Migas australis Wilton, 1968 - Nuova Zelanda
- Migas borealis Wilton, 1968 - Nuova Zelanda
- Migas cambridgei Wilton, 1968 - Nuova Zelanda
- Migas cantuarius Wilton, 1968 - Nuova Zelanda
- Migas centralis Wilton, 1968 - Nuova Zelanda
- Migas cumberi Wilton, 1968 - Nuova Zelanda
- Migas distinctus O. P.-Cambridge, 1879 - Nuova Zelanda
- Migas gatenbyi Wilton, 1968 - Nuova Zelanda
- Migas giveni Wilton, 1968 - Nuova Zelanda
- Migas goyeni Wilton, 1968 - Nuova Zelanda
- Migas hesperus Wilton, 1968 - Nuova Zelanda
- Migas hollowayi Wilton, 1968 - Nuova Zelanda
- Migas insularis Wilton, 1968 - Nuova Zelanda
- Migas kirki Wilton, 1968 - Nuova Zelanda
- Migas kochi Wilton, 1968 - Nuova Zelanda
- Migas linburnensis Wilton, 1968 - Nuova Zelanda
- Migas lomasi Wilton, 1968 - Nuova Zelanda
- Migas marplesi Wilton, 1968 - Nuova Zelanda
- Migas minor Wilton, 1968 - Nuova Zelanda
- Migas nitens Hickman, 1927 - Tasmania
- Migas otari Wilton, 1968 - Nuova Zelanda
- Migas paradoxus L. Koch, 1873 - Nuova Zelanda
- Migas plomleyi Raven & Churchill, 1989 - Tasmania
- Migas quintus Wilton, 1968 - Nuova Zelanda
- Migas sandageri Goyen, 1890 - Nuova Zelanda
- Migas saxatilis Wilton, 1968 - Nuova Zelanda
- Migas secundus Wilton, 1968 - Nuova Zelanda
- Migas solitarius Wilton, 1968 - Nuova Zelanda
- Migas taierii Todd, 1945 - Nuova Zelanda
- Migas tasmani Wilton, 1968 - Nuova Zelanda
- Migas toddae Wilton, 1968 - Nuova Zelanda
- Migas tuhoe Wilton, 1968 - Nuova Zelanda
- Migas variapalpus Raven, 1984 - Queensland

## Moggridgea
Moggridgea O. P.-Cambridge, 1875
- Moggridgea albimaculata Hewitt, 1925 - Sudafrica
- Moggridgea ampullata Griswold, 1987 - Sudafrica
- Moggridgea anactenidia Griswold, 1987 - Camerun
- Moggridgea australis Main, 1991 - Australia meridionale
- Moggridgea breyeri Hewitt, 1915 - Sudafrica
- Moggridgea clypeostriata Benoit, 1962 - Congo
- Moggridgea crudeni Hewitt, 1913 - Sudafrica
- Moggridgea dyeri O. P.-Cambridge, 1875 - Sudafrica
- Moggridgea eremicola Griswold, 1987 - Namibia
- Moggridgea intermedia Hewitt, 1913 - Sudafrica
- Moggridgea leipoldti Purcell, 1903 - Sudafrica
- Moggridgea loistata Griswold, 1987 - Sudafrica
- Moggridgea microps Hewitt, 1915 - Sudafrica
- Moggridgea mordax Purcell, 1903 - Sudafrica
- Moggridgea nesiota Griswold, 1987 - Isole Comore
- Moggridgea occidua Simon, 1907 - isola di Principe (Golfo di Guinea)
- Moggridgea pallida Hewitt, 1914 - Namibia
- Moggridgea paucispina Hewitt, 1916 - Sudafrica
- Moggridgea peringueyi Simon, 1903 - Sudafrica
- Moggridgea pseudocrudeni Hewitt, 1919 - Sudafrica
- Moggridgea purpurea Lawrence, 1928 - Namibia
- Moggridgea pymi Hewitt, 1914 - Sudafrica, Zimbabwe
- Moggridgea quercina Simon, 1903 - Sudafrica
- Moggridgea rupicola Hewitt, 1913 - Sudafrica
- Moggridgea rupicoloides Hewitt, 1914 - Sudafrica
- Moggridgea socotra Griswold, 1987 - Socotra
- Moggridgea tanypalpa Griswold, 1987 - Angola
- Moggridgea teresae Griswold, 1987 - Sudafrica
- Moggridgea terrestris Hewitt, 1914 - Sudafrica
- Moggridgea terricola Simon, 1903 - Sudafrica
- Moggridgea tingle Main, 1991 - Australia occidentale
- Moggridgea verruculata Griswold, 1987 - Congo
- Moggridgea whytei Pocock, 1897 - Africa centrale

## Paramigas
Paramigas Pocock, 1895
- Paramigas alluaudi (Simon, 1903) - Madagascar
- Paramigas andasibe Raven, 2001 - Madagascar
- Paramigas goodmani Griswold & Ledford, 2001 - Madagascar
- Paramigas macrops Griswold & Ledford, 2001 - Madagascar
- Paramigas manakambus Griswold & Ledford, 2001 - Madagascar
- Paramigas milloti Griswold & Ledford, 2001 - Madagascar
- Paramigas oracle Griswold & Ledford, 2001 - Madagascar
- Paramigas pauliani (Dresco & Canard, 1975) - Madagascar
- Paramigas pectinatus Griswold & Ledford, 2001 - Madagascar
- Paramigas perroti (Simon, 1891) - Madagascar
- Paramigas rothorum Griswold & Ledford, 2001 - Madagascar

## Poecilomigas
Poecilomigas Simon, 1903
- Poecilomigas abrahami (O. P.-Cambridge, 1889) - Sudafrica
- Poecilomigas basilleupi Benoit, 1962 - Tanzania
- Poecilomigas elegans Griswold, 1987 - Sudafrica

## Thyropoeus
Thyropoeus Pocock, 1895
- Thyropoeus malagasus (Strand, 1908) - Madagascar
- Thyropoeus mirandus Pocock, 1895 - Madagascar